# Филипов, Венелин
Венелин Филипов (болг. Венелин Филипов; 20 августа 1990, Бургас, Болгария) — болгарский футболист, защитник клуба «Черноморец (Бургас)».

## Карьера
Дебютировал на профессиональном уровне в 2009 году в клубе первой лиги «Черноморец» (Поморие). В 2010 году перешёл в клуб высшей лиги «Черноморец» (Бургас), где провёл около четырёх лет. Также выступал за команды «Локомотив» (Пловдив) и «Берое», а с 2016 по 2017 был игроком румынского «Волунтари». В начале 2018 года ненадолго вернулся в Болгарию, где сыграл 4 матча за клуб «Этыр». Летом 2018 года подписал контракт с литовским «Жальгирисом».После сезона 2019 года контракт не был продлен.

## Достижения
«Волунтари»
- Обладатель Кубка Румынии: 2016/17

«Жальгирис»
- Обладатель Кубка Литвы: 2018